# Чемпионат Европы по борьбе 1902
Чемпионат Европы по борьбе 1902 года проходил в Гааге (Нидерланды). Неофициальный чемпионат Европы. Борьба велась в классическом стиле. Все участники боролись в одном весе, независимо от их личного веса.

## Результаты
| Место | Страна     | Спортсмен            |
| ----- | ---------- | -------------------- |
| 1     | Дания      | Ханс-Хайнрих Эгеберг |
| 2     | Нидерланды | Коэлинк Ю.           |
| 3     | Нидерланды | Кок А.               |